# Pseudonomopleus
Pseudonomopleus is een geslacht van kevers uit de familie  
kniptorren (Elateridae).
Het geslacht is voor het eerst wetenschappelijk beschreven in 1931 door Fleutiaux.

## Soorten
Het geslacht omvat de volgende soorten:
- Pseudonomopleus niger (Candèze, 1878)
- Pseudonomopleus seriesetulosus (Boheman, 1851)